# Le Héraut têtu
Le Héraut têtu est un roman de Patrick Ilboudo paru en 1991 aux Editions I.N.C,,. L’œuvre reçoit le grand prix littéraire d’Afrique noire en 1992.

## Résumé
Egaré entre âme et nombril, Sadjo héraut têtu, brûle sa vie pour réaliser son idéal : la révolution et l’unité du Dondulma. Il parcourt le monde, discute avec les chefs d’Etat, organise les simples citoyens, se met en première ligne sur les fronts de tous les points chauds du Dondulma.  Il veut empêcher à tout prix ce continent (qui ressemble étrangement à l’Afrique) de se choisir un destin de somnolence.